# Tiwet
Tiwet is een bestuurslaag in het regentschap Lamongan van de provincie Oost-Java, Indonesië. Tiwet telt 1160 inwoners (volkstelling 2010).